# Едюгейский наслег
Едюгейский наслег — сельское поселение в Верхневилюйском улусе Якутии Российской Федерации.
Административный центр — село Андреевский.

## История
Статус и границы сельского поселения установлены Законом Республики Саха (Якутия) от 30 ноября 2004 года N 173-З N 353-III «Об установлении границ и о наделении статусом городского и сельского поселений муниципальных образований Республики Саха (Якутия)».

## Население
| 2002  | 2010  | 2011  | 2012  | 2013  | 2014  | 2015  |
| ----- | ----- | ----- | ----- | ----- | ----- | ----- |
| 2058  | ↗2309 | ↘2308 | ↗2329 | ↘2315 | ↘2300 | ↗2315 |
| 2016  | 2017  | 2018  | 2019  | 2020  | 2021  |       |
| ↘2290 | ↗2313 | ↗2336 | ↘2330 | ↘2324 | ↗2340 |       |

## Состав сельского поселения
| № | Населённый пункт | Тип населённого пункта       | Население |
| - | ---------------- | ---------------------------- | --------- |
| 1 | Андреевский      | село, административный центр | ↗2507     |
| 2 | Куду             | село                         | ↘73       |